# Пэйн, Харрисон
Харрисон Пэйн (англ. Harrison Payne; род. 12 июля 1992, Уивенхо, Эссекс, Великобритания) — британский мотогонщик, чемпион мира по шоссейно-кольцевым гонкам в классе мотоциклов с колясками 2024 года.

## Ранние годы
Отец Харрисона Пэйна, Грегори Пэйн, также был мотогонщиком и выступал в классе мотоциклов с колясками. В 1994 году он выиграл локальный британский чемпионат New Era 600cc, а в 1995 году попал в серьёзную аварию на гонке в Лидден Хиллс, после которой остался на всю жизнь прикованным к инвалидной коляске. Тем не менее, он заразил сына страстью к гонкам и занялся карьерой Харрисона.
Спортивную карьеру Харрисон Пэйн начал с мототриала, затем перешёл на мотокросс на мотоциклах с колясками, затем — в шоссейно-кольцевые гонки на мотоциклах с колясками, причём сперва в качестве пассажира. 
В 2016 году Харрисон переехал на постоянное место жительство на остров Мэн. В 2018 году он дебютировал в знаменитой гонке Isle of Man TT в классе мотоциклов с колясками в качестве пассажира, а не пилота — последним выступил британский дебютант Майкл Джексон. Годом позже он снова выступил в качестве пассажира с пилотом Дэйвом Молино. В 2020 году Пэйн дебютировал в Isle of Man TT уже в качестве пилота.
В 2021 году Пэйн дебютировал в Чемпионате мира по уайлд-кард, будучи замеченным благодаря успешным выступлениям в британском локальном чемпионате класса F2. Его пассажиром стал опытнейший Марк Уайлкс, действующий на тот момент чемпион мира среди пассажиров. В том же году Пэйн одержал дебютную победу на второй гонке завершающего сезон португальского этапа в Эшториле.
Сезоны 2022 и 2023 года Пэйн проводит целиком и оба заканчивает на 5-м месте, выиграв ещё одну гонку в 2023 году. 2024 год становится годом его триумфа — в напряжённой борьбе он обходит чемпиона мира 2021 года Маркуса Шлоссера и сам становится чемпионом.

## Результаты выступлений в Чемпионате мира по шоссейно-кольцевым гонкам на мотоциклах с колясками
| Легенда к таблице |                                                 |
| --- | ----------------------------------------------- |
| В таблице перечислены результаты всех этапов чемпионата мира, в которых принимал участие гонщик либо пассажир. Строками таблицы являются сезоны, столбцами все гонки этапов чемпионата мира, напарник и мотоцикл. В клетках указаны сокращённое название этапа и результат, клетка дополнительно обозначена цветом. Расшифровка обозначений и цветов представлена в нижеследующей таблице. |                                                 |
| \| Пример \| Описание \| \| ------------ \| ----------------------------------------------- \| \| 1 \| Победитель \| \| 2 \| Второе место \| \| 3 \| Третье место \| \| \| Финишировал в очковой зоне \| \| \| Финишировал вне очковой зоны \| \| НКЛ \| Не классифицирован \| \| Сход \| Не финишировал \| \| НКВ \| Не прошёл квалификацию \| \| НПКВ \| Не прошёл предварительную квалификацию \| \| ДСК \| Дисквалифицирован \| \| ИСК \| Исключён из протокола соревнований \| \| НС \| Не стартовал в гонке \| \| Т \| Травмирован или болен \| \| ОТК \| Отказ от участия \| \| НТР \| Прибыл на соревнования, но на трассу не выезжал \| \| НПР \| Не прибыл к началу соревнований \| \| НД \| Недопущен до старта \| \| О \| Гонка отменена \| \| НУ \| Не участвовал \| \| Поул-позиция \| \| \| Быстрый круг \| \| |                                                 |
| Пример | Описание                                        |
| 1 | Победитель                                      |
| 2 | Второе место                                    |
| 3 | Третье место                                    |
| | Финишировал в очковой зоне                      |
| | Финишировал вне очковой зоны                    |
| НКЛ | Не классифицирован                              |
| Сход | Не финишировал                                  |
| НКВ | Не прошёл квалификацию                          |
| НПКВ | Не прошёл предварительную квалификацию          |
| ДСК | Дисквалифицирован                               |
| ИСК | Исключён из протокола соревнований              |
| НС | Не стартовал в гонке                            |
| Т | Травмирован или болен                           |
| ОТК | Отказ от участия                                |
| НТР | Прибыл на соревнования, но на трассу не выезжал |
| НПР | Не прибыл к началу соревнований                 |
| НД | Недопущен до старта                             |
| О | Гонка отменена                                  |
| НУ | Не участвовал                                   |
| Поул-позиция |                                                 |
| Быстрый круг |                                                 |

| Год  | Пассажир    | Мотоцикл   | 1       | 2         | 3      | 4      | 5       | 6      | 7         | 8      | 9      | 10     | 11     | 12     | 13     | 14     | 15        | 16     | Место | Очки |
| ---- | ----------- | ---------- | ------- | --------- | ------ | ------ | ------- | ------ | --------- | ------ | ------ | ------ | ------ | ------ | ------ | ------ | --------- | ------ | ----- | ---- |
| 2021 | Майк Уайлкс | LCR-Yamaha | FRA1    | FRA2      | HUN1   | HUN2   | GBR1 8  | GBR2 8 | NED1 5    | NED2 7 | CRO1   | CRO2   | OSC1   | OSC2   |        |        |           |        | 8     | 96   |
| 2021 | Майк Уайлкс | ARS-Yamaha |         |           |        |        |         |        |           |        |        |        |        |        | POR1 6 | POR2 1 | POR3 Сход |        | 8     | 96   |
| 2022 | Майк Уайлкс | LCR-Yamaha | FRA1 НС | FRA2 8    | NED1 6 | NED2 4 | BEL1    | BEL2   | HUN1 Сход | HUN2 7 | CRO1 4 | CRO2 2 | GBR1 4 | GBR2 3 |        |        |           |        | 5     | 151  |
| 2022 | Кэллум Кроу | LCR-Yamaha |         |           |        |        |         |        |           |        |        |        |        |        | GER1 7 | GER2 8 | POR1 8    | POR2 8 | 5     | 151  |
| 2023 | Кевин Руссо | ARS-Yamaha | GER1 2  | GER2 6    | BEL1 7 | BEL2 6 | CZE1 НК | CZE2 4 | AUT1 1    | AUT2 4 | NED1 5 | NED2 4 | OSC1 4 | OSC2 4 | POR1 4 | POR2 6 |           |        | 5     | 173  |
| 2024 | Кевин Руссо | ARS-Yamaha | FRA1 1  | FRA2 Сход | GER1 1 | GER2 1 | CZE1 2  | CZE2 2 | NED1 1    | NED2 2 | OSC1 1 | OSC2 2 | POR1 1 | POR2 1 |        |        |           |        | 1     | 255  |

## Результаты выступлений на гонке Isle of Man TT[9]

### В качестве пассажира
| Год  | Класс      | Гонка  | Мотоцикл   | Пилот         | Позиция в классе |
| ---- | ---------- | ------ | ---------- | ------------- | ---------------- |
| 2018 | Sidecar TT | Race 1 | DMR Suzuki | Майкл Джексон | Сход             |
| 2018 | Sidecar TT | Race 2 | DMR Suzuki | Майкл Джексон | 12               |
| 2019 | Sidecar TT | Race 1 | LCR Yamaha | Дэйв Молино   | Сход             |
| 2019 | Sidecar TT | Race 2 | LCR Yamaha | Дэйв Молино   | 10               |

### В качестве пилота
| Год  | Класс      | Гонка  | Мотоцикл   | Пассажир    | Позиция в классе |
| ---- | ---------- | ------ | ---------- | ----------- | ---------------- |
| 2022 | Sidecar TT | Race 1 | LCR Yamaha | Майк Уайлкс | Сход             |
| 2022 | Sidecar TT | Race 2 | LCR Yamaha | Майк Уайлкс | 5                |